# Eutrichapion (Phalacrolobus)
Eutrichapion (Phalacrolobus) – podrodzaj chrząszczy z rodziny pędrusiowatych i podrodziny Apioninae. 

## Morfologia
Głowa u obu płci ma trzonki czułków krótsze niż szerokość ryjka w miejscu ich osadzenia. Barwa czułków jest w całości czarna lub czerwonawo rozjaśnione są trzonek i nóżka, ale nigdy biczyk. W widoku bocznym ryjek samca ma prostą krawędź grzbietową.
Pokrywy cechują się obecnością szczecinki wyspecjalizowanej na tylnym końcu dziewiątego międzyrzędu, nieprzeciągniętym dozewnętrznie rzędem drugim oraz połączonymi u szczytu rzędami trzecim i czwartym. Na zapiersiu samca występuje guzek.
Genitalia samca cechują się niezbyt wydłużoną płytką tegminalną. Płaty parameroidalne mają błoniastą część wierzchołkową wąską, bardzo skąpo porośniętą szczecinkami mikroskopowymi lub całkiem nagą, część zesklerotyzowaną zaś zaopatrzoną w szczecinki makroskopowe sięgające poza wierzchołki płatów. Prostegium jest na krawędzi mniej lub bardziej ścięte i pośrodku ostro wykrojone. Wydłużony środkowy płat edeagusa (prącie) ma wierzchołek w widoku bocznym odgięty lub obustronnie rozszerzony. Endofallus ma w części nasadowej dobrze wykształcony fałd wzmacniający, a w części wierzchołkowej dwie wydłużone grupki ząbków.

## Ekologia i występowanie
Owady te są fitofagami żerującymi na bobowatych z rodzajów groszek i wyka.
Podrodzaj palearktyczny. Oba gatunki występują w Europie, ale tylko typowy w Europie Środkowej, w tym w Polsce. Gatunek typowy sięga również do zachodniej części Azji.

## Taksonomia
Takson ten wprowadzony został w 1990 roku przez Miguel A. Alonso-Zarazaga na łamach czasopisma „Graellsia” jako jeden z pięciu podrodzajów w obrębie rodzaju Eutrichapion. Nazwa jego pochodzi od greckich słów φαλακρός (phalakrós) i λοβός (lobós), oznacza „łysy płat” i odnosi się do skąpego pokrycia płatów parameroidalnych mikroszczecinkami. Gatunkiem typowym autor ów wyznaczył Apion melancholicum.
Do podrodzaju zalicza się dwa opisane gatunki:
- Eutrichapion hydropicum (Wencker, 1864)
- Eutrichapion melancholicum (Wencker, 1864)